# La Piovra 1
La Piovra 1 is een album  met de soundtrack van het eerste seizoen van de Italiaanse miniserie La piovra. De muziek is gemaakt en uitgevoerd door Riz Ortolani.
La Piovra de soundtrack album van de Italiaanse miniserie de muziek is gemaakt en uitgevoerd door Riz Ortolani.
Dit album wordt ook wel het seizoen aka The Octopus genoemd.

## Track listing
- 1. La Piovra - Titles (From "La Piovra")
- 2. Cattedrale Di Piombo (From "La Piovra")
- 3. Sequestro Mafioso (From "La Piovra")
- 4. Amore E Tormento (From "La Piovra")
- 5. Felice Ritorno (From "La Piovra")
- 6. La Piovra - End (From "La Piovra")

## Trivia
De soundtrack van de volgende seizoenen zijn niet door Ortolani gemaakt; Ennio Morricone nam het stokje van hem over en maakte de muziek tot seizoen 7 en 10.